# Charrette-Verfahren
Das Charrette-Verfahren ist eine öffentliche Planungsmethode zur Stadt- und Regionalentwicklung mit direkter Beteiligung der Bürger. Es wird seit den 1990er Jahren vor allem in den USA angewendet.

## Verfahren
Das Prinzip ist es, dass Planer, Unternehmer, Projektentwickler und weitere Entscheidungsträger mit Betroffenen und interessierten Bürgern über ein geplantes Bauvorhaben diskutieren und gemeinsam die Planung vorantreiben. Hierdurch wird das Vorhaben gefördert und es entsteht Vertrauen in die Planung. Das Besondere an Charrette ist, dass auch die notwendigen Verwaltungsverfahren in den Prozess integriert werden. Vom Ansatz her ähnelt die Charrette dem Perspektivenwerkstatt-Verfahren, das die Öffentlichkeit des Planungsverfahrens betont und eine umfassende Bürgerbeteiligung in den Planungsprozess einbezieht.

## Bezeichnung
Die Bezeichnung Charrette kommt aus dem Französischen und bedeutet so viel wie Karren oder Wagen. In diesen wurden im 19. Jahrhundert die Kunstarbeiten der Kunstakademiestudenten zur Begutachtung zur Akademie gefahren und die Probanden arbeiteten unter den Kommentaren und Ratschlägen der zusehenden Bevölkerung noch während der Fahrt daran.